# Сврљишка клисура
Сврљишка клисура или Нишавска клисура, кањон Сврљишког Тимока дуг 15 километара, једна је од најсликовитијих клисура Србије. Налази се између Сврљига и Књажевца, оивичена Сврљишким планинама и Тресибабом. Ток реке под клисуром делимично прати пруга Сврљиг–Књажевац, изграђена двадесетих година прошлог века.

## Опис
Сврљишка клисура је поред Сићевачке још једна клисура надомак Ниша, али мање позната. Главни је понос општине Сврљиг која води порекло још из Римског доба. Сам Тимок, пре него што уђе у Сврљиг, а потом у клисуру, прелази дуг и занимљив пут од извора под Бабином главом, где га сачињавају Пајешка и Козјанска река, па све до села Периш где понире у дужини од 400-600 метара. Тиме Сврљишки Тимок улази у најдужу понорницу Србије. "Пандирало" код Периша је стена где Тимок нестаје, да би се опет се појавио из мале пећине стварајући простран вир који мештани називају Врело, а потом се пружа плодном сврљишком котлином, најпространијом у Карпатско-балканском луку, све до Нишевца. У клисури, реку прелази и око 30 мостова а такође и 32 тунела кроз које пролази пруга. У клисури, од Нишевца, река продубљује стрме стране стена препуне пећина изнад којих се издижу остаци античког града Сврљига, а испод којег се налази купалиште Бањица, некада омиљено излетиште Римљана и Турака. Врло стрме, у појединим деловима и до 450 метара високе стене понегде се надвијају и над самом реком која у клисури поприма зеленкасту боју, а поред реке су бројни пецароши и берачи ртањског чаја за који мештани кажу да је овде бољи него на самом Ртњу.

## Флора и фауна
Живи свет овог подручја мало је познат. Прва истраживања флоре спровео је др. Јосиф Панчић 1874. и 1884. године. На подручју клисуре Сврљишког Тимока расте приближно 700 врста васкуларних биљака, од којих су многе природне реткости и ендеми. У распореду биљног покривача осећа се доминација субмедитеранског типа вегетације, и постоји значајан потенцијал за сакупљање лековитог биља.
Широм и ужом околином клисуре доминира шума, и то сладуна и цера са грабићем, док је кречњачкој подлози истакнутија шума цера (Quercus cerris). На стрминама расту ниске грабићеве шикаре са фрагментима реликтних састојина маклена (Acer monspessulanum), дивље леске (Corylus colurna) и јоргована (Syringa vulgaris).
Еродиране и суве падине клисуре обрасле су ксерофилним типовима зељасте вегетације пашњака, ливада и камењара, које карактеришу степско-медитерански елементи (нпр. бадемић, гороцвет и планинска саса). Вегетацију стена и сипара клисуре чини флора хазмофитског карактера, прилагеђена засењеним стаништима пукотина, поткапина и полупећина кречњачких стена.
Од животиња заступљене су шумски пух, дивља мачка и потенцијално рис.

## Туризам
Туристички потенцијали и нетакнута природа клисуре нису искоришћени, јер је ова дестинација слабо позната. Иако постоји стара пруга, она није у функцији јер није одржавана. Тако да туристима предстоји да 15 километара живописне клисуре препешаче. Понекад се, обично са странцима, организује тура кроз клисуру музејско-туристичким возом „Романтика“, али и поред тога што се страни туристи све више интересују за оваква путовања, у саму реконструкцију пруге Железница ништа не улаже. Клисура је најлепша у пределу од села Нишевца до Палилуле, где шетачи могу да виде изузетне пределе стена густо обрасле листопадним дрвећем. У клисури се налази античка бања, Сврљишка бања како су је прозвали мештани, омиљена засад само међу житељима околних места, иако нуди невероватно окружење за расхлађивање. Некада су јединствену природну лепоту овог места користили најимућнији људи у земљи, па су у том крају постојале најраскошније викендице. Цео тај потез се назива Бањица и многи сматрају да је управо тај део најлепши, заправо Бањица је срце Сврљишке клисуре, јер ни векови нису окрњили њену оригиналну лепоту.